# Eurrhypis
Eurrhypis là một chi bướm đêm thuộc họ Crambidae.

## Các loài
- Eurrhypis cacuminalis (Eversmann, 1843)
- Eurrhypis guttulalis (Herrich-Schäffer, 1848)
- Eurrhypis pollinalis (Denis & Schiffermüller, 1775)
- Eurrhypis sartalis (Hübner, 1813)